# Mosaïque
Mosaïque è il quarto album discografico in studio del gruppo musicale francese di origine gitana spagnola Gipsy Kings, pubblicato nel 1989.

## Tracce
1. Caminando Por la Calle – 4:17
2. Viento Del Arena (Studio Version) – 5:27
3. Mosaïque – 3:40
4. Camino – 5:03
5. Passion – 3:01
6. Soy – 3:10
7. Volare – 3:38
8. Trista Pena – 4:29
9. Liberte – 4:01
10. Serrana – 4:19
11. Bossamba – 3:18
12. Vamos a Bailar (Live) – 5:09

## Formazione

### Gipsy Kings
- Nicolas Reyes - voce principale, chitarra
- Chico Bouchikì - chitarra
- Diego Baliardo - chitarra
- Paco Baliardo - chitarra
- Tonino Baliardo - chitarra solista
- Andre Reyes - chitarra, cori

#### Altri musicisti
- Gerard Prevost - basso
- Claude Salmieri - batteria (tracce 3, 5, 9)
- Amaury Blanchard - batteria (traccia 6)
- Négrito Trasante-Crocco - batteria, percussioni
- Philippe Desserpris - chitarra elettrica (traccia 6)
- Dominique Perrier - pianoforte (traccia 12)
- Dominique Droin - pianoforte, sintetizzatore
- Charles Benarroch - percussioni
- Bobby Rangell - flauto (traccia 11)
- Claude Maisonneuve - oboe (traccia 8)
- François Debricon - sassofono (traccia 1)
- Jean Musy - sintetizzatore (traccia 7)
- Guillermo Fellove - tromba (traccia 12)

## Classifiche
| Paese         | Posizione più alta |
| ------------- | ------------------ |
| Australia     | 23                 |
| Germania      | 19                 |
| Nuova Zelanda | 16                 |
| Paesi Bassi   | 53                 |
| Regno Unito   | 27                 |
| Stati Uniti   | 95                 |
| Svezia        | 29                 |
| Svizzera      | 21                 |